# 東急300系電車
東急300系電車（とうきゅう300けいでんしゃ）は、1999年（平成11）7月11日に営業運転を開始した東急電鉄の軌道車両。2両編成10本（20両）が在籍する。
デハ300系とも称される。

## 概要
老朽化したデハ70形、デハ80形、デハ150形の置き換えとバリアフリー化、冷房化を目的に世田谷線向けに製造した2車体3台車の連接車であり、東急での連接台車の導入はデハ200形以来となる。
「やさしい空間づくり」をコンセプトに設計しており、東急に寄せられた乗客からの要望と乗務員・検修員の操作性や作業性が考慮されている。
2001年（平成13年）2月11日にデハ150形の営業運転が終了し、世田谷線の全車両が300系となった。

## 車両概説

### 車体
3台車2車体で、A車とB車の2両からなる連節構造となっている。これにより車両間の往来が可能となった。
車体はセミステンレス構造で、腐食が懸念される箇所にステンレスを使用し、その他の部分は鋼製となっている。車体幅は2500mmだが、ホーム屋根との間隔を確保するため屋根に向かって50mm絞られている。前面部は傾斜が付いた1枚ガラスで、側面の視界確保のために前面のガラスを回り込ませている。また、防曇ガラスを採用したことにより夜間の背面照明の映り込み防止も図られている。さらに多湿時の視界確保や安全性向上を図るためにデフロスターが設置されている。側面窓は下段が大型の固定式、上段が内開き式となっている。熱線吸収のスモークガラスを採用したことにより、カーテンレス構造となっている。
前面にはLED式の行先表示器を、各乗降口にはLED式の出入口案内表示器を設置している。フォントはゴシック体で、日本語・英語が交互に表示される。行先表示には運用番号も同時に表示される。
登場当時は各駅のホームを嵩上げする前だったため、301F - 306Fには1段のドアステップと床下格納型の車いす昇降装置を各車に設置していたが、全車が300系になることでホームを嵩上げする際にステップが廃止され乗降口がフラットになった。307F以降の編成はドア下部の形状が異なっている。

### 台車・機器
台車はデハ70形・80形の廃車時に使用されていた旧品（1994年製）を再利用している（310Fのみ新製） 。基本構造はM台車・T台車共に同一の軸箱守（ペデスタル）の軸ばね方式だが、T台車は中間連節部心皿対応用に改造された。M台車はTS-332形を、T台車はTS-332T形をそれぞれ採用している。軸距1,600 mm、車輪直径660 mmで、M台車・T台車共に基礎ブレーキ装置は片押し式踏面ブレーキとなっている 。
東急の車両としては初めて、三菱電機製のVVVFインバータ装置を採用した。制御方式はIGBT（1,700 V - 500 A）を使用した3レベルのPWM方式VVVFインバータ制御で、装置はA車に搭載されている。この制御装置は編成で4台搭載されている主電動機を、2群ずつ制御することにより低騒音化が図られている（1C2M2群制御）。
ブレーキ方式はHRDA-2方式の回生ブレーキ・発電ブレーキ併用デジタル指令・アナログ変換式の電気指令式空気ブレーキ装置（保安ブレーキ付き）で、301F - 304Fの電気ブレーキはデビュー当初、回生ブレーキのみであった。その後、列車の運転密度が低い状態において、回生ブレーキが失効する回生失効が問題となったため、回生・発電ブレーキ併用改造が行われた。これらの編成はホーム嵩上げ前の登場で、ドアステップと車いす昇降装置が設置されていたため改造用のスペースが取れず、ブレーキ改造工事の際にA車先頭部屋根に空気だめ（空気溜め ≒ 空気タンク）が設置されている。
A車とB車に1台ずつパンタグラフを搭載している。着雪対策としてシングルアーム式が採用されている。また、積雪時の制動能力の向上を図るために増粘着剤噴射装置を備えている 。

### 車内
A車・B車共に自車の運転台に向かって1人掛けの席が設置されている。ポリエステル製で、オレンジとブラウンを交互に配色している。立席の乗客用にスタンションポールを設置している。座席形状・座席配置は301F - 304Fと305F - 310Fで異なる。301F - 304Fはシートピッチが若干広めで2人掛け席はない。305F - 310Fはシートピッチが狭いため椅子に膝を入れるスペースを作っている。また2人掛け席がある。
また、室内のカラーリングは10編成で3パターン存在したが、2013年度から順次張り替えられ、東横線用5050系従来柄と同じものに統一された。2019年頃から一部の編成にて背面クッションの交換が行われた。(301F、302F、304F、305F)
各車両1箇所(1編成に合計2箇所)に車椅子スペースも設置されており、そのスペースの座席は折りたたみ式となっている(301F-304Fはペダル式、305F - 310Fは手動折りたたみ式)。このほか、非常通報装置を設置している。客用扉はバス型電気式の両開きプラグドアで、開口部は1250mm確保している。各扉上にドアチャイムが設置されている。運転室背面と車内妻面にはLED2段式の旅客案内表示器が設置された。これも日本語と英語による案内を行うほか、時刻表示や各種PR放送に対応した案内がされる。車内放送装置として自動放送装置をB車に搭載したが、英語放送はない。自動放送は出庫時1回の設定で入庫まで自動切替されるようになっている。つり革の形状は六角形である。
車内に路線バスと類似した運賃箱とPASMOの読み取り機があり、無人の中間駅では乗車時に運賃を支払う。せたまる廃止前まではせたまる定期券・回数券の読み取り機も設置されていたが、せたまる廃止後に撤去されている。
室内の号車表示や製造銘板などはアクリルからシールになった。表記は「東急車両 2000年」のように西暦で書かれている。空調装置は、24.42 kW（21,000 kcal/h）の集中式冷房装置を編成あたり2台、暖房装置は座席下に860Wの温風ヒータを各16台、乗務員室に足元暖房用のシーズワイヤ型ヒータ装置をそれぞれ設置している。
運転室は料金箱と運転席の間隔を設け、運転台の位置を中央から230mmずらしていることにより居住空間を広く確保している。マスコンは、T形ワンハンドルマスコンを採用している。マスコンをアクセル側の端まで引く(一番強い加速度)になると青ランプが点灯する。運転台のコンソールには扉操作スイッチや自動放送装置などが集約されている。また、車内モニタを設置し車内の乗降口付近の状況が把握できるようになっている。料金収受に対応するために運転席は回転出来るようになっている。

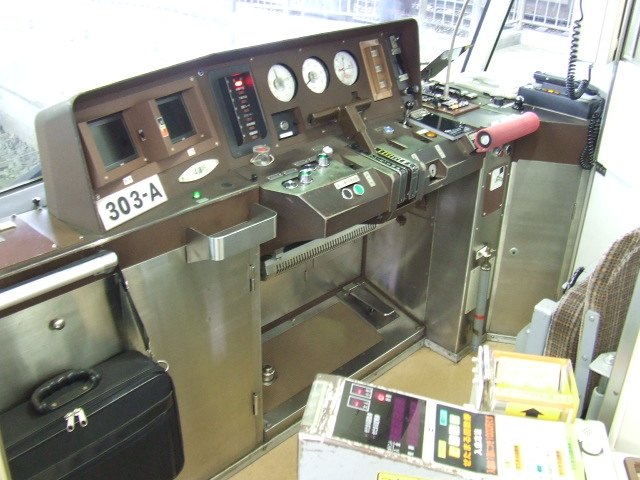
運転台（303F）
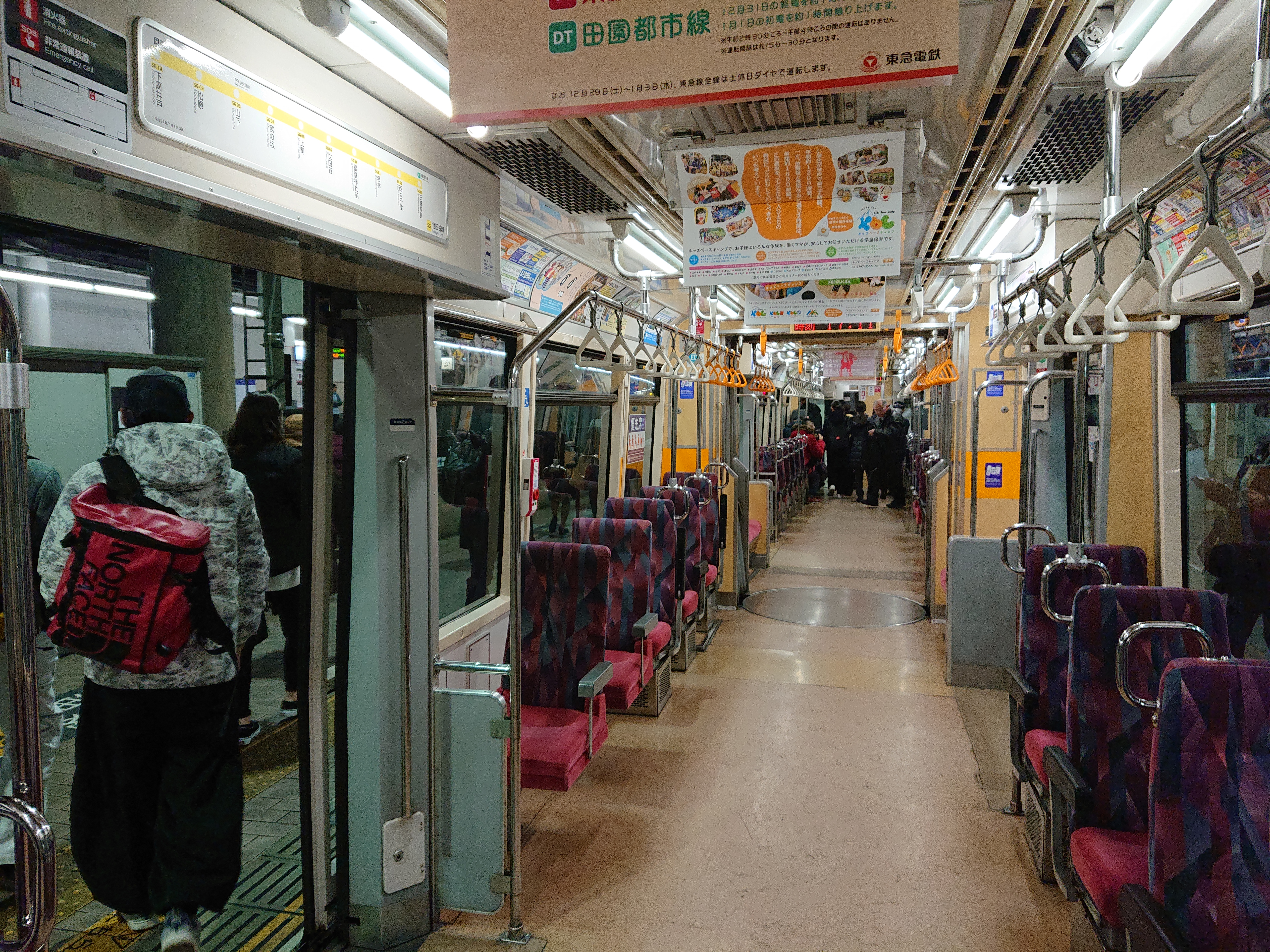
客室内
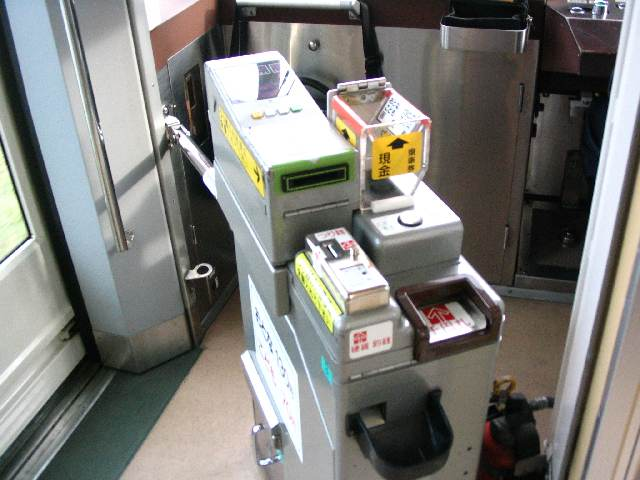
運賃箱
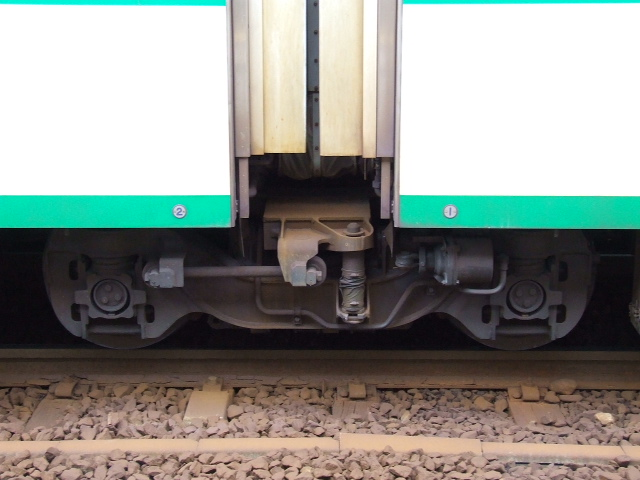
連接台車

## 編成
|          | ← 下高井戸 三軒茶屋 → | ← 下高井戸 三軒茶屋 → | 車体色                   |
| 形式     | ＜ デハ300A (Mc1)     | ＞ デハ300B (Mc2)     | 車体色                   |
| 機器配置 | VVVF,SIV              | SIV,CP,BT             | 車体色                   |
| 車両番号 | 301-A                 | 301-B                 | アルプスグリーン         |
| 車両番号 | 302-A                 | 302-B                 | モーニングブルー         |
| 車両番号 | 303-A                 | 303-B                 | クラシックブルー         |
| 車両番号 | 304-A                 | 304-B                 | アップルグリーン         |
| 車両番号 | 305-A                 | 305-B                 | チェリーレッド           |
| 車両番号 | 306-A                 | 306-B                 | レリーフイエロー         |
| 車両番号 | 307-A                 | 307-B                 | ブルーイッシュラベンダー |
| 車両番号 | 308-A                 | 308-B                 | サンシャイン             |
| 車両番号 | 309-A                 | 309-B                 | バーントオレンジ         |
| 車両番号 | 310-A                 | 310-B                 | ターコイズグリーン       |

凡例
- ＜：パンタグラフ、VVVF：VVVFインバータ、SIV：補助電源装置（静止形インバータ）※屋根上に搭載
- CP：空気圧縮機（2台搭載）、BT：蓄電池

### 特別塗装
全編成で塗装が違っているが、特筆されるものは以下の5つ。
- 301Fは登場当初『サザエさん』のラッピングが施されていたが[2]、デハ200形の登場50周年を記念して2005年（平成17年）11月にかつての玉電色に変更された。塗り分けはそのデハ200形に準じている[17]。
- 310Fは2006年（平成18年）11月から玉電開通100周年と新玉川線開業30周年を記念して、前面にヘッドマークが装着され、側面に花電車のラッピングが施された[18]。
- 305Fは2017年（平成29年）4月より2018年3月末まで玉電開通110周年を記念し、開業当初の狭軌木造単車をイメージし前面を茶色、側面を白地に茶色のラインとしたラッピングを施す[19][20]。
- 308Fは2017年9月25日より2018年3月末まで玉電開通110周年記念として、沿線に位置する豪徳寺と協力し「玉電110周年 幸福の招き猫電車」として豪徳寺が発祥とされる招き猫をデザインしたラッピングが施され、内装にも床面に猫の足跡や招き猫をイメージした吊り手が導入された[20]。2019年には、世田谷線50周年記念企画の一環として、再び308Fが「幸福の招き猫電車」となり、同年5月12日から運行されている[21][22]。ラッピングデザインは前回運行時と比べ、車体前面に猫耳が描き足されるなどの違いがある[21][22]。
- 307Fは、田園都市線用2020系（2130編成）、東横線用5000系（5121編成）と同様に、「SDGsトレイン 美しい時代へ号」と称したラッピング電車となっている[23]。当初は2020年9月8日より1年間を目処に運行される予定であったが、1年半延長運行された[24][25]。2023年からは、310FがSDGsトレイン「美しい時代へ号」として運行されている[26]。

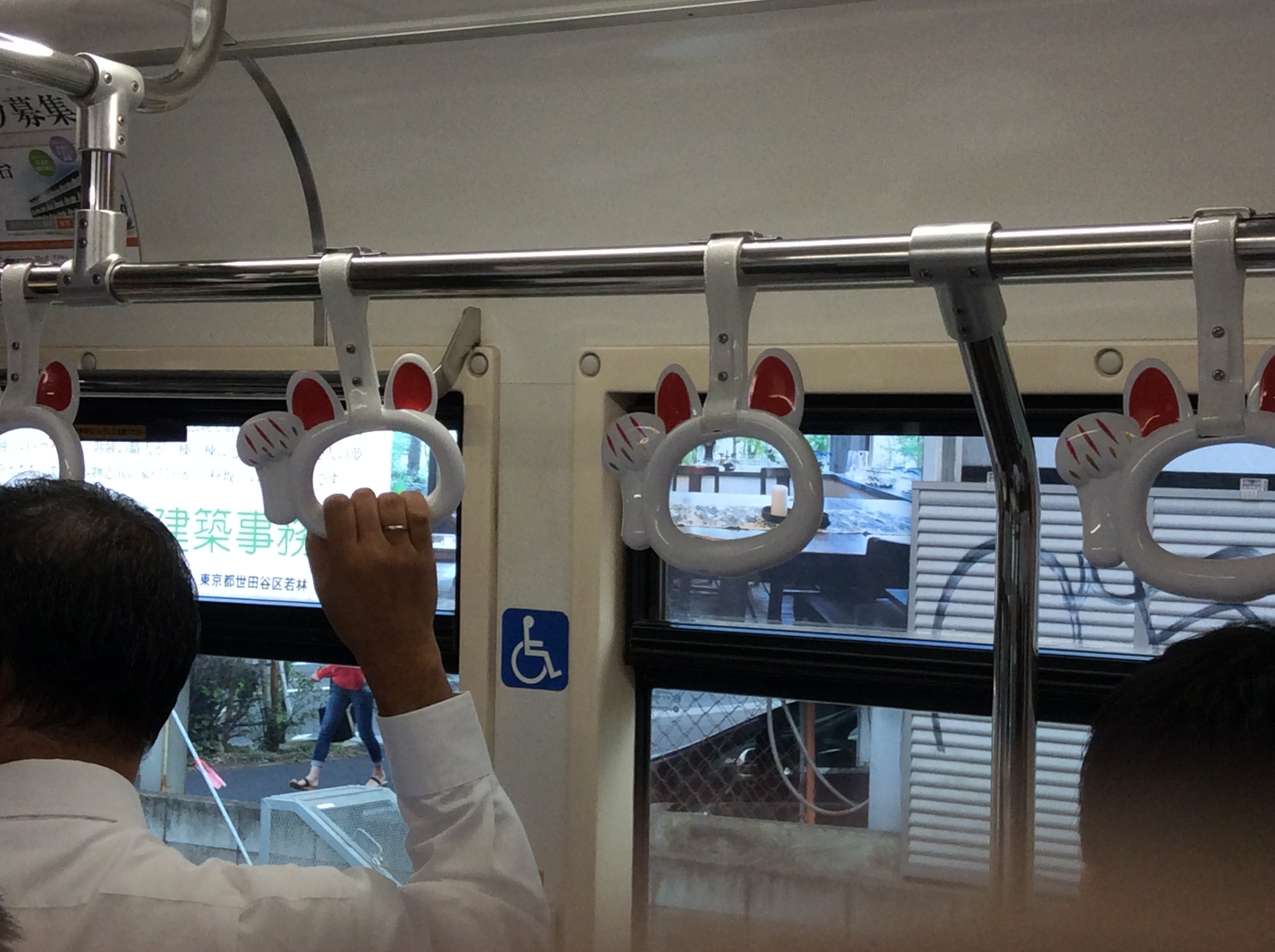
「玉電開業110 幸運の招き猫電車」車内の招き猫型吊り手 （2017年9月25日 三軒茶屋駅）
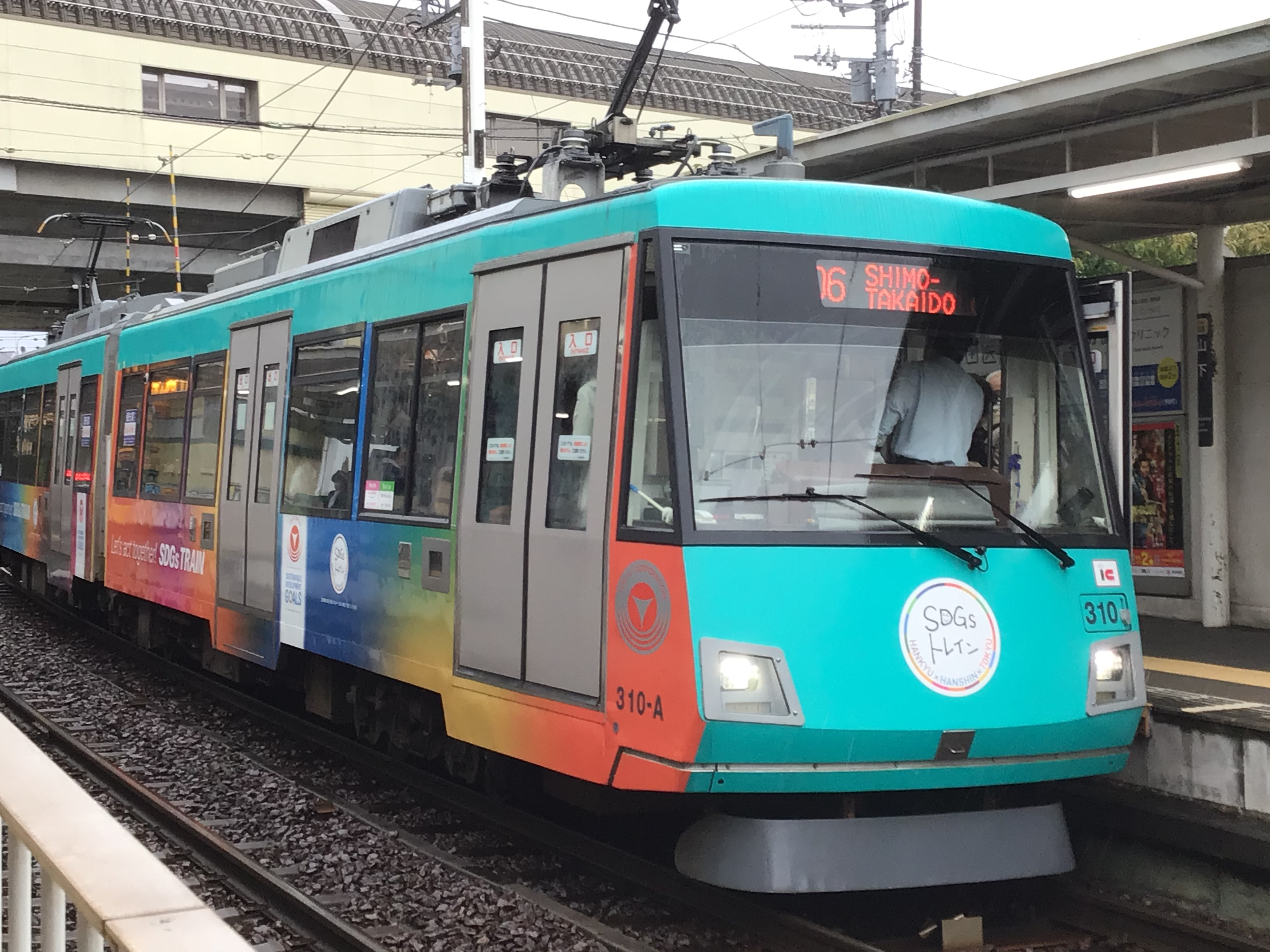
310F SDGsトレイン （2024年10月9日）

## 各編成の写真

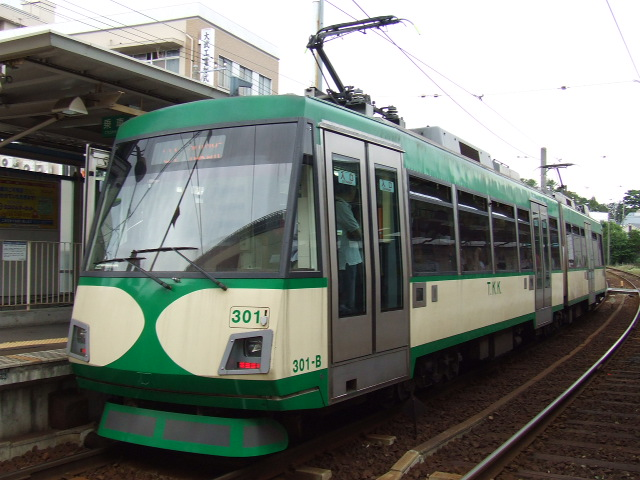
301F （玉電塗装）
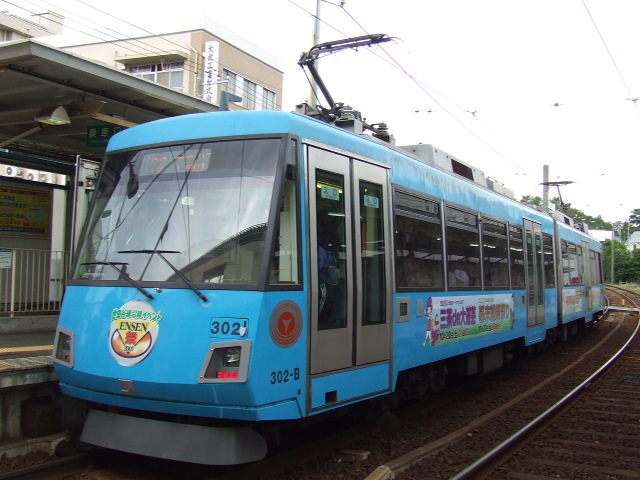
302F
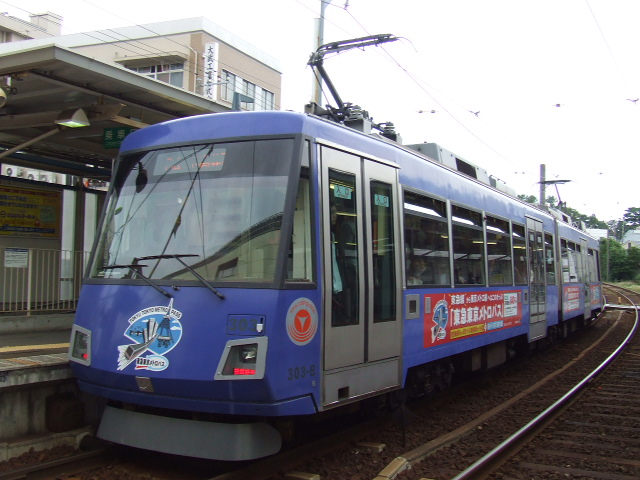
303F
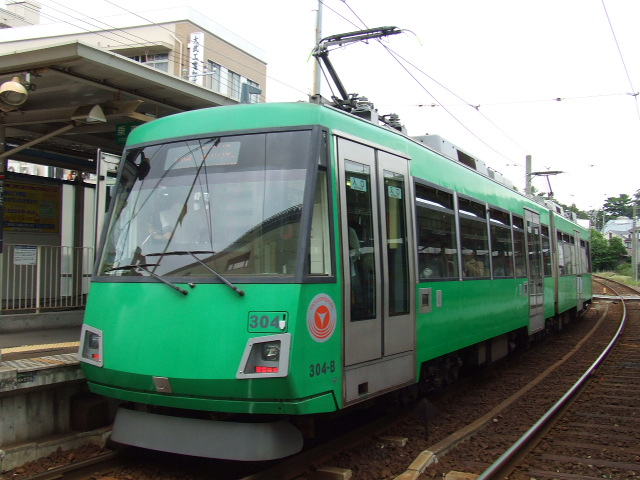
304F
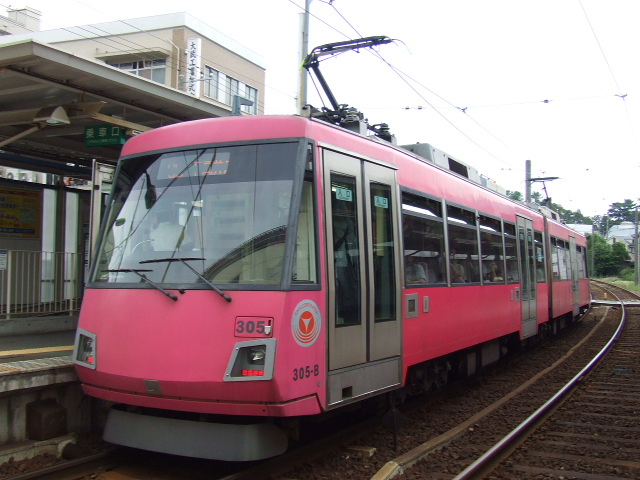
305F
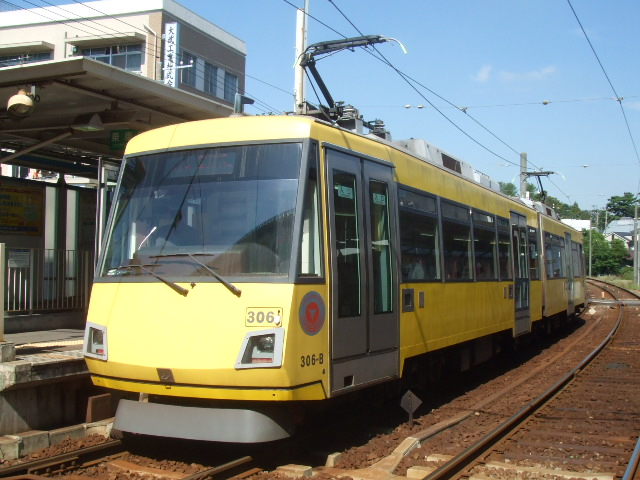
306F
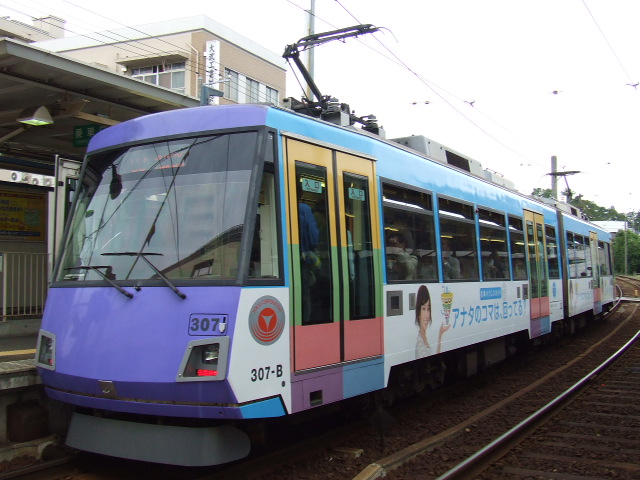
307F
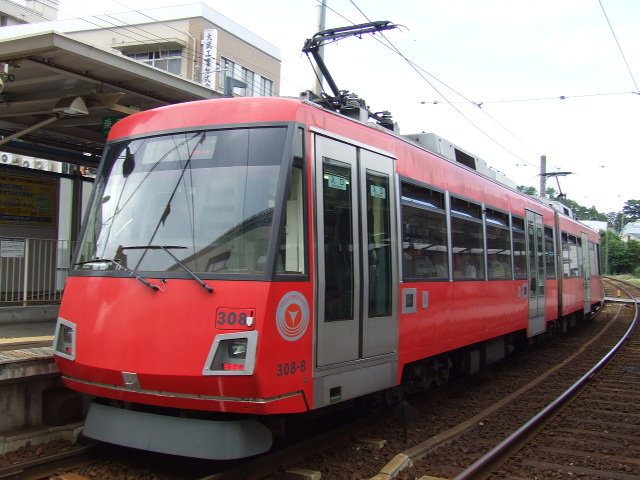
308F
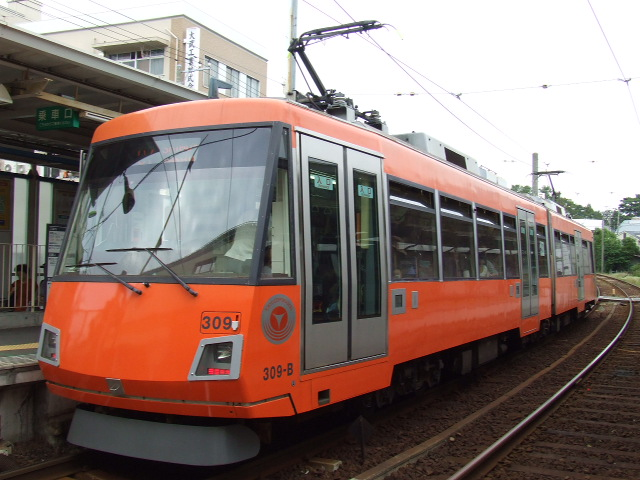
309F
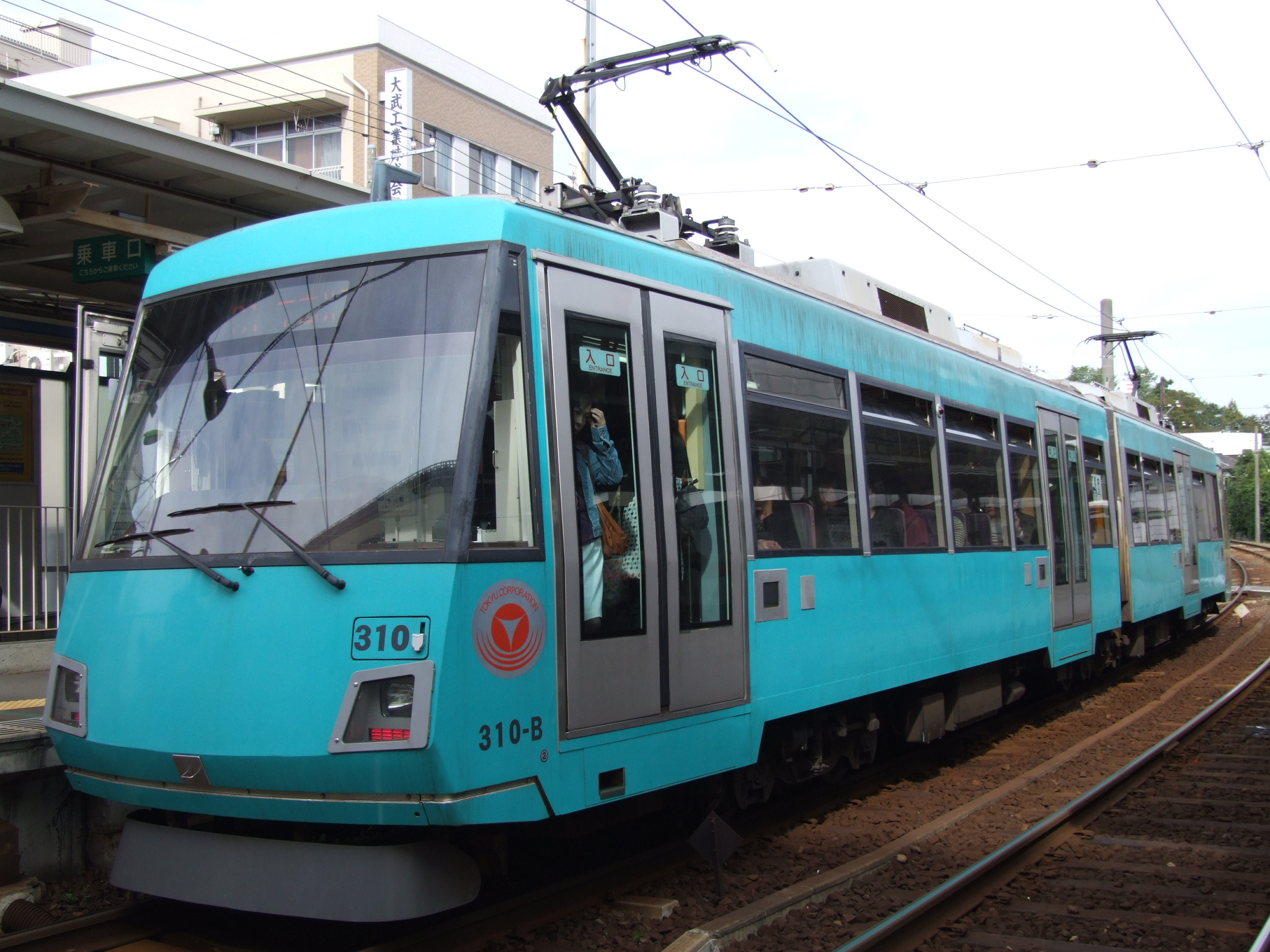
310F

## 運用
1999年に登場し2001年までにデハ150形などを置き換えた。現在も全編成が稼働している。